# Toepolev Tu-2
De Toepolev Tu-2 (Russisch: Туполев Tу-2) (ontwikkelingsnamen ANT-58 en ANT-103, NAVO-codenaam: Bat) was een tweemotorige bommenwerper van de Sovjet-Unie in de Tweede Wereldoorlog.
Deze bommenwerper heeft meerdere modificaties ondergaan en bleef in dienst tot 1950. Britse en Amerikaanse piloten kwamen een aantal Chinese Tu-2's tegen tijdens de Koreaoorlog.
Ontworpen als "project 103", werd de Tu-2 gebouwd van 1942 tot 1948. De Tu-2 was de tweede belangrijkste tweemotorige bommenwerper en bracht Toepolev weer terug op de kaart na een tijd van onderwaardering.

## Varianten

Tupolev Tu-2

- "Project 103" - had twee Mikoelin AM-37-motoren.
- ANT-67 - vijfzits langeafstandsbommenwerper
- Tu-1 - driezits langeafstand escortejager
- Tu-2 - twee 1450 pk sterke Sjvetsov ASj-82-motoren, met meer weerstand
- Tu-2S (ANT-61) - aangedreven door twee 1850 pk sterke Sjvetsov ASj-82FN-stermotoren
- Tu-2D (ANT-62) - langeafstandsversie
- Tu-2DB (ANT-64) - langeafstandsbommenwerper
- Tu-2F (ANT-64) - fotoverkenningsversie
- Tu-2G - hogesnelheidsvrachttransportversie voor Aeroflot
- Tu-2K - gebouwd voor testen van schietstoelen, slechts twee van gebouwd
- Tu-2M (ANT-61M)
- Tu-2N - voor het testen van Rolls-Royce Nene turbojet-motoren
- Tu-2 Paravan
- Tu-2R - verkenningsversie
- Tu-2RshR - prototype, bewapend met 57 mm-snelvuurkanon voor in de romp
- Tu-2/104 (ANT-62T) - alle weer onderscheppingsprototype
- Tu-2T - torpedobommenwerper
- Tu-6 - verkenningsvliegtuig
- Tu-8 (ANT-69) - langeafstandsbommenwerper
- Tu-10 (ANT-68) - bommenwerperprototype voor algemeen gebruik